# Muriculus imberbis
Muriculus imberbis é uma espécie de roedor da família Muridae. É a única espécie do género Muriculus.
Apenas pode ser encontrada na Etiópia.
Os seus habitats naturais são: campos de altitude subtropicais ou tropicais e áreas urbanas.
Está ameaçada por perda de habitat.